# William P. Young
William P. Young (ur. 11 maja 1955 w Grande Prairie) – kanadyjski pisarz. Autor powieści Chata, która w 2017 doczekała się ekranizacji.
Wraz z żoną Kim mieszka w amerykańskim mieście Happy Valley w stanie Oregon. Ma czterech synów i dwie córki.